# Biała Ławka
Biała Ławka (słow. Biela lávka, niem. Weiße Bank, węg. Fehér-pad, 2289 m n.p.m.) – przełęcz w głównej grani Tatr, położona pomiędzy Ostrym Szczytem (Ostrý štít, 2365 m) a Zbójnickimi Turniami (Zbojnícké veže) i Małym Lodowym Szczytem (Široká veža, 2465 m). Dokładniej siodło położone jest pomiędzy dolnym krańcem grani Czarnych Chłopków w masywie Ostrego Szczytu a Zbójnickim Kopiniakiem (Zbojnícka kopa) i Małą Zbójnicką Turnią (Malá zbojnícka veža). Na północ od przełęczy znajduje się Dolina Zadnia Jaworowa (Zadná Javorová dolina), a na południe – Dolina Staroleśna (Veľká Studená dolina).
Na przełęcz nie prowadzi żaden szlak turystyczny. Dla taterników stanowi natomiast dość dogodne połączenie dolin leżących po obu jej stronach, chociaż trudniejsze niż przez pobliską Jaworową Przełęcz. Było ono od dawna znane i używane przez myśliwych z Jurgowa, a następnie zakopiańskich przewodników. Nazwa przełęczy pochodzi od jasnych skał na jej stokach. Wcześniejsze pomiary określały wysokość przełęczy na 2286 m.
Pierwsze znane wejścia turystyczne:
- latem – Karol Englisch, Antonina Englischowa i Johann Hunsdorfer senior, 30 lipca 1900 r.,
- zimą – Alfréd Grósz i Gyula Komarnicki, 23 kwietnia 1911 r.,

Przewodnicy (m.in. Klemens Bachleda i Jędrzej Obrochta) wchodzili na Białą Ławkę już wcześniej, ok. 1870 r.

## Przypisy

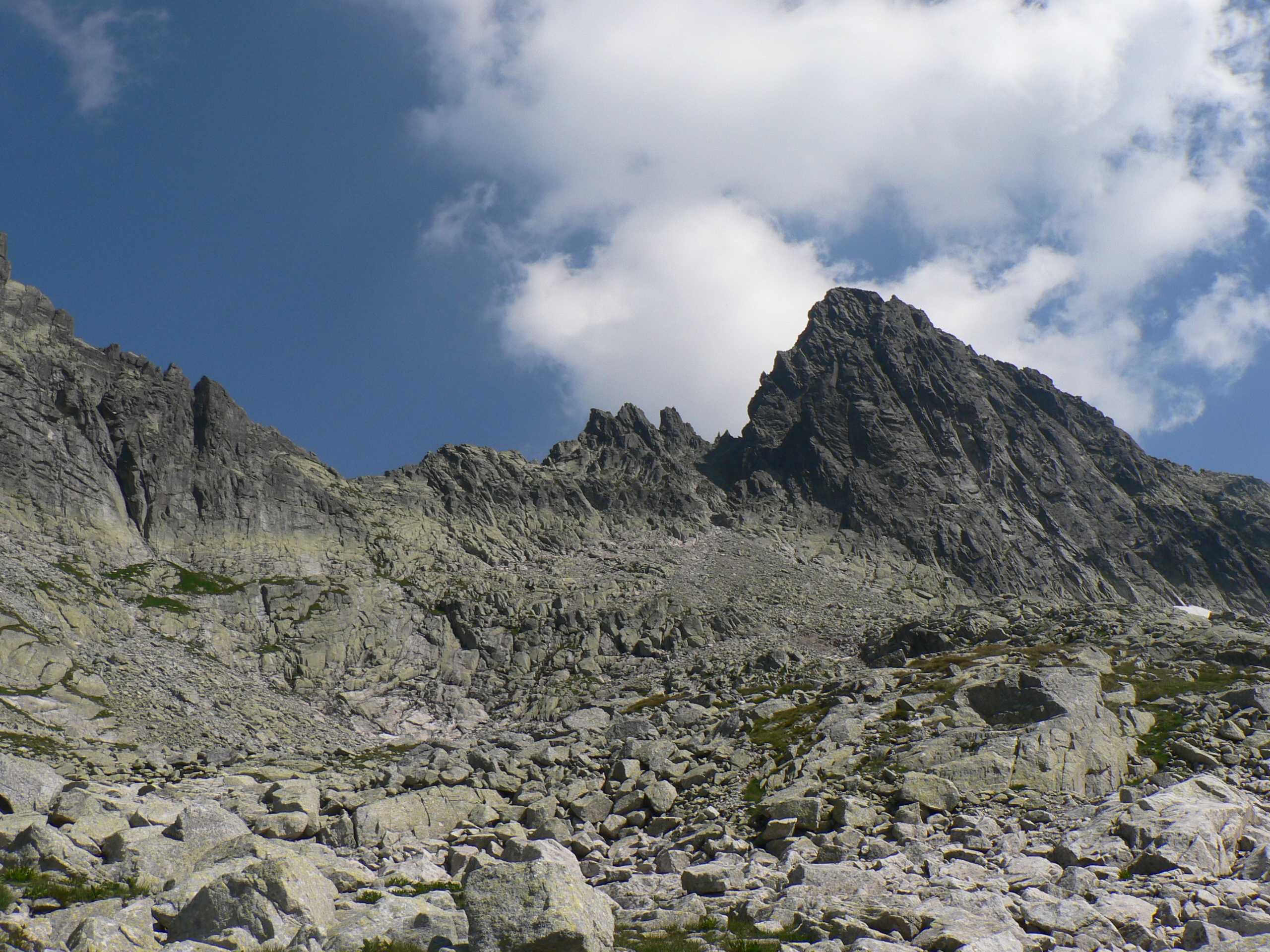
Biała Ławka, Zbójnicki Kopiniak, Zbójnickie Wrótka, Zbójnickie Turnie, Zbójnicka Ławka i Mały Lodowy Szczyt